# Futebol na Finlândia
Diferentemente de muitos outros países europeus, na Finlândia o futebol não é um esporte muito popular, perdendo para o Hockey no gelo e esportes de motores, que são mais populares no país. Embora o futebol ainda não tenha uma posição proeminente na Finlândia, ele tem conquistado pessoas, especialmente jovens e crianças. A Associação de Futebol de Finlândia (Palloliitto) tem aproximado milhares de clubes e seus membros com 100.000 jogadores registrados. De acordo com o Gallup poll, aproximadamente 400 000 pessoas têm o futebol como hobby.
O futebol foi levado à Finlândia na década de 1890 por viajantes britânicos, e foi jogado pela primeira vez em Turku. A primeira competição nacional do esporte foi em 1906,tendo como vencedor o time da escola de Turku. A Associação de Futebol da Finlândia foi fundada em 1907, e associou-se à FIFA no ano seguinte. Historicamente o esporte não foi bem divulgado, talvez por isso o país nunca foi realmente excelente no futebol. Só recentemente, com o reaparecimento do futebol, o país ganhou medalhas internacionais com Jari Litmanen e Sami Hyypiä.

## Clubes finlandeses
A primeira divisão Veikkausliiga é composta por 12 times profissionais de futebol. A segunda divisão, ou Ykkönen, tem 10 times profissionais, e a terceira divisão, ou Kakkonen tem 47 times divididos em leste, oeste, Norte e sul, cada região com 12 times (com exceção do Norte, que tem atualmente 11 times).
A Copa da Finlândia de Futebol é uma competição aberta a todos os clubes membros da Associação de Futebol de Finlândia. Em 2015, tinha 392 times que estavam fazendo partes da competição.

## Seleção Finlandesa de Futebol
A Seleção Finlandesa de Futebol conseguiu a classificação a Eurocopa de 2021 pela primeira vez em sua história. Ela jogou pela primeira vez em um campeonato internacional contra Suécia em 22 de outubro de 1911, na qual a Suécia ganhou de 5 a 2.
Nunca participou da Copa do Mundo, Participará da Eurocopa em 2021, participou dos Jogos Olímpicos 4 vezes (primeira vez em 1912), e em nenhuma das participações ganhou medalhas.